# Mirail - Université (metropolitana di Tolosa)
Mirail – Université (in occitano Miralh – Universitat) è una stazione della metropolitana di Tolosa, inaugurata il 26 giugno 1993. È dotata di una banchina a sette porte e perciò può accogliere treni composti da due vetture.

## Architettura
L'opera d'arte che si trova nella stazione è composta da un disegno nella biglietteria e da sculture su entrambe le banchine, da una parte alberi in fiore e dall'altra stalattiti di fiori, realizzati da Daniel Coulet.

## Servizi
La stazione dispone di:
- Biglietteria automatica
- Scale mobili